# 張蔭梧
张荫梧（1891年—1949年5月27日），字桐軒，直隷省保定府博野縣人，中國青年黨人，中華民国軍事將領、政治人物。

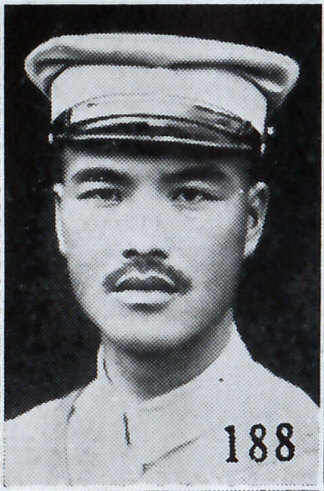

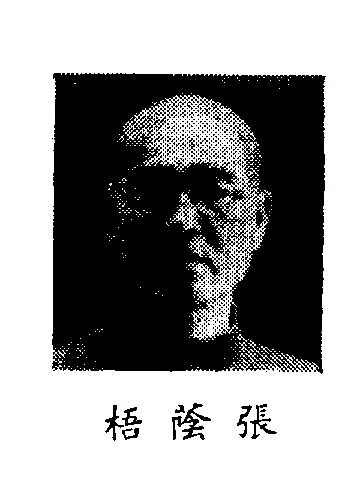

## 生平

### 晉系活動
他早年畢業於黑龍江省陸軍小学、陸軍第一預備学校。1916年（民国5年）8月，他入學保定陸軍軍官学校第5期生。1918年（民国7年）9月畢業，任山西省学兵團連長。此後，他歷任山西督軍公署参謀、太原国民師範学校軍訓副主任、山西陸軍第10團團長。1926年（民国15年）夏，他在同国民軍的戰鬥中負傷，辞職歸鄉。
傷愈後，張蔭梧任教導團主軍官。山西都督閻錫山易幟国民革命軍後的1927年（民国16年）9月，張被提拔為国民革命軍北方軍第7軍副軍長兼左路軍前敵總指揮，參加北伐。1928年奉军张作霖沿平汉线北撤，阎锡山出娘子关截击，打头阵的便是担任晋军张荫梧。张作霖部溃不成军，张荫梧乘胜追击，直至北平。1928年3月，他兼任国民政府軍事委員会委員，6月任北平警備司令。10月，他任第42師師長。1929年张荫梧兼任博野“四存小学”校长的职务。1929年（民国18年）6月他任北平特別市市長，任至1931年2月。
1930年（民国19年）中原大戰之際，他在反蒋介石一方的閻錫山手下任第4路總指揮。反蒋軍敗北後，他隨閻錫山下野。此後，张荫梧与阎锡山脱离了关系，之后回到河北省，在博野、蠡县、安国、安平等县搞乡村自治。张荫梧在“四存小学”的基础上，扩充了一所亦军亦农亦学的“四存中学”。1932年（民国21年）2月，他重歸山西省政府，任晋綏軍事整理委員会常務委員兼軍官教導團團長。1934年（民国23年）11月，他任河北省政府委員，兼任縣政建設研究院院長（任至1935年12月）。1936年（民国25年）1月，他獲授陸軍中将。

### 抗日戰爭期間
1937年（民国26年）抗日戰爭爆發，張蔭梧退到了河南和山西的交界处林县、陵川一带，以“四存中学”的教员和学生为核心建立了“河北民军”。蒋介石任命张荫梧为國民政府軍事委員会委員長保定行營民训处处长。1937年11月任河北民军总指挥。1938年夏，张荫梧在武汉受到陈诚（张与陈诚是保定军校的同学）召见时，陈诚即任命他为河北省三青团总干事及民政厅长。1938年6月，兼任河北省政府委員，9月兼任河北省政府民政廳廳長（1939年2月正式就任民政廳廳長）。此後他歷任軍事委員会中将高参、中国国民党中央訓練團党政訓練班指導員、冀察戰区總参議兼戰区党政委員会副主任委員、甘肅省立徽縣師範学校校長。
1938年11月15日，中國共產黨特派冀中軍區呂正操、冀南軍區宋任窮、青年縱隊周光策攻擊張蔭梧部隊。1939年6月，张荫梧在河北深县反擊消滅中共八路军400余人。1939年8月，所屬三個師約一萬九千人在河北省深县南部张骞寺村分别遭共產黨軍攻击而潰，张荫梧只带几个卫兵逃脱，跑到重庆。蒋介石一直把张荫梧留在重庆，每月给他优厚的待遇。1940年1月1日，張蔭梧之第七抗日縱隊在靈壽遭中共反擊，縱隊長趙侗陣亡。1940年1月12日，共產黨乘勝追擊在晉縣包圍第二師喬明禮殘部，至此，徹底消滅國民黨張蔭梧所屬敵後抗日部隊。
1943年（民国32年）2月，张荫梧以河北支团代表的身份，参加了在重庆召开的三青团第一次全国代表大会，被选为主席团成员，并当选为中央干事会干事、中央監察会監察。1945年5月，张荫梧以三青团的资格参加了国民党第六次全国代表大会。

### 国共内战时期
抗日戰爭胜利後，張蔭梧任平漢鐵路北段護路司令，不久即辞任，復任四存中学校長。後來他任制憲國民大會代表、第1屆中華民國國民大會代表。1948年秋，保定被人民解放军包围，“四存中学”搬到了北平，与北平的“四存中学”合并。张荫梧在北平被蒋介石任命为傅作义的上将参议。他向傅将军申请了一些经费，成立了“华北民众自救会”。其“执行委员会”由二十多人组成。“自救会”下设若干个组织，其中一个组织叫“华北敌后游击策动委员会”，张荫梧兼任主任委员。“策动委员会”成立四个区队，每个区队下设三个总队，总队下设大队，大队下设小队，宣称已联络了九万人，印制散发1000多张《致杜鲁门呼吁书》，要求美国以“实际行动”援助他们。实际上其联络的对象是国民党地方团队、地主武装、，在平津被人民解放军包围的过程中，逐渐化为散兵游勇。张荫梧还向傅作义要了1000多套军服，申请了部分经费，把北平“四存中学”的学生组织起来，搞了一个“冬令营”，实际上是一次军事演习。共网罗了700多人，组成一个总队，张荫梧任总主任，宣称：“必要时，让青年学生参加守城战斗！”把“策动委员会”改编成适应战斗需要的总指挥部，自任总指挥，葛润琴为副总指挥（葛原是保定“四存中学”副校长），李云清为参谋长，崔建勋为秘书长，刘贵权任随从参谋。各纵队任命了司令、副司令、参谋长。1949年1月22日，张荫梧听到傅作义已接受中共提出的和平解放北平的条件，急忙以书面通知各个“委员”称：“因时局将变，策动委员会立即停止活动。”当天晚上，佟寿山将“策动委员会”的一切文件全部焚烧。1月25日佟又以“民众自救会”的名义在报上声明：停止活动，立即解散。
中国人民解放軍佔領北平後的1949年（民国38年）2月15日白天，北平市公安局侦讯处长冯基平派人以北平市军管会主任叶剑英代表的身份，驱车来到府右街“四存中学”门前请出了张荫梧，开到王佐胡同（侦讯处所在地）密捕。当夜，逮捕了同案其他纵队司令以上的佟寿山、张建候、李国昌、金明甫、马希援、赵连庆等人归案。
张荫梧入狱后不久，即发现其患有胃癌，后保外就医。1949年5月27日病亡。